# Herbert Meyer (Filmtechniker)
Herbert Meyer (* 1901; † 23. Juli 1987) war ein US-amerikanischer Chemiker und Filmtechniker, der 1969 mit einem Technical Academy Award of Merit ausgezeichnet wurde.

## Leben
Herbert Meyer wurde 1901 geboren. Er emigrierte spätestens Anfang der 1930er Jahre aus Europa in die Vereinigten Staaten.
In den späten 1930er Jahren war Meyer als Leiter des Hollywood Research Bureau der Agfa Ansco Corporation und später als President der C. King Charney, Inc. tätig.
Herbert Meyer war seit 1932 Mitglied der American Society of Cinematographers (ASC), wo er unter anderem im Advisory Editorial Board der Fachzeitschrift American Cinematographer wirkte. Meyer war auch Mitglied und Life Fellow der Society of Motion Picture and Television Engineers (SMPTE). Er publizierte zahlreiche Artikel, unter anderem zur Fotografie und Filmprojektion, der Nutzung von Kunststoffen im Setbau bei der Filmproduktion und der Erstellung von Spezialeffekten.
Später wirkte Meyer am Motion Picture Research Council und beim Motion Picture and Television Research Center. 1969 wurde er gemeinsam mit Philip V. Palmquist von der Minnesota Mining and Manufacturing Co. und Charles D. Staffell von der Rank Organization für die Entwicklung einer erfolgreichen Umsetzung eines Reflex-Hintergrundprojektionssystems für Composite-Kinematografie („for the development of a successful embodiment of the reflex background projection system for composite cinematography“) mit einem Technical Academy Award of Merit ausgezeichnet. Es handelt sich um eine sogenannte Class-I-Auszeichnung, bei der die Preisträger eine Oscar-Statuette erhalten. Gewürdigt werden Leistungen, die wesentlichen Einfluss auf den technischen Fortschritt in der Filmindustrie haben.
Herbert Meyer starb am 23. Juli 1987.

## Schriften (Auswahl)
- A New Test Chart for Determining Color Sensitivity of Photographic Emulsions. In: American Cinematographer, Vol. 12, Issue 10, Februar 1932.
- Problems of Controlling Correct Photographic Reproduction. In: American Cinematographer, Volume 16, Issue 12, Dezember 1935.
- Problems of Controlling Correct Photographic Reproduction Part 2. In: American Cinematographer, Volume 17, Issue 1, Januar 1936.
- Problems of Controlling Correct Photographic Reproduction Part 6. In: American Cinematographer, Volume 17, Issue 5, Mai 1936.
- Describing Agfa's Infrared Film. In: American Cinematographer, Volume 17, Issue 5, Mai 1936.
- Limitations of Infra-Red Motion Picture Photography. In: Agfa Motion Picture Topics, Agfa Raw Film Corp., Hollywood, California, Mai 1937.
- Infra Red vs. Panchromatic Types. In: Agfa Motion Picture Topics, Agfa Raw Film Corp., Hollywood, California, Januar/Februar 1938.
- AFGA “Supreme” and “Ultra Speed Pan”. Two New Supersensitive Panchromatic Negatives. In: Technical Bulletin, Academy Technicians Branch, Volume 1938.
- Sensitometric Aspects of Background Process Photography. In: Journal of the SMPTE, Volume 54, Issue 3, März 1950, doi:10.5594/J06355.
- Transparency Screens and Process Photography. In: MPRC Bulletin No. 58 334-B, Juni 1950.
- Heat Filters for Process Projectors. In: MPRC Bulletin No. 58 354-B, Oktober 1950.
- Nonphotographic Aspects of Motion Picture Production. In: Journal of the SMPTE, Volume 57, Issue 1, Juli 1951, doi:10.5594/J06298.
- Front Projection Process Photography with Scotchlite. In: MPRC Report No 58 334-D, August 1951.
- Elimination of static from process screens – Tenlo 10. In: MPRC Bulletin No. 58 619-A, Juni 1952.
- Selected Set-Construction Techniques. In: SMPTE Journal 1955, Volume 64, Issue 9, September 1955, doi:10.5594/J15620.
- Introduction to Symposium on Set Construction and Special Effects: SMPTE Spring Convention at Los Angeles, 1962. In: Journal of the SMPTE, Volume 71, Issue 10, Oktober 1962, doi:10.5594/J06169.
- High-Accuracy Plastic-Replica Optics. In: Journal of the SMPTE, Volume 74, 1965.
- Plastics, Materials and Technologies for Use in Motion-Picture Studio Production. In: Journal of the SMPTE, Volume 76, Issue 2, Februar 1967, doi:10.5594/J09183.

## Auszeichnungen
- 1936: Auszeichnung der Agfa Ansco Corporation mit dem Scientific & Engineering Award „for their development of the Agfa infra-red film“, stellvertretend entgegengenommen durch Dr. Herbert Meyer[10]
- 1969: Auszeichnung von Herbert Meyer mit dem Technical Academy Award of Merit „for the development of a successful embodiment of the reflex background projection system for composite cinematography“[8]